# Dobwalls
Dobwalls är en by och en civil parish i Cornwall distrikt i Cornwall grevskap i England. Byn är belägen 43,4 km 
från Truro. Orten har 1 417 invånare (2015).